# Olympische Winterspiele 1980/Teilnehmer (Bolivien)
| Gelbes Symbol für Goldmedaillen mit stilisierten Olympischen Ringen | Graues Symbol für Silbermedaillen mit stilisierten Olympischen Ringen | Braundes Symbol für Bronzemedaillen mit stilisierten Olympischen Ringen |
| ------------------------------------------------------------------- | --------------------------------------------------------------------- | ----------------------------------------------------------------------- |
| —                                                                   | —                                                                     | —                                                                       |

Bolivien nahm bei den Olympischen Winterspielen 1980 in Lake Placid mit drei Sportlern teil. Es war die zweite Teilnahme bei Winterspielen nach 1956.

## Teilnehmer nach Sportarten

### Ski Alpin
- Billy Farwig
Abfahrt → 42. (+ 27,16 s)
Riesenslalom → DNF
Slalom → DNF

- Scott Saunders-Sánchez
Abfahrt → disqualifiziert
Riesenslalom → DNF
Slalom → DNF

- Victor Hugo Ascarrunz
Riesenslalom → DNF
Slalom → DNF